# Wilhelm Paulsen
Wilhelm Paulsen (* 27. September 1875 in Norderbrarup; † 27. März 1943 in Berlin) war ein deutscher Pädagoge. Er zählte zur Spitze der Reformpädagogik in der Weimarer Republik.

## Leben
Paulsen wirkte als Reformpädagoge und war Mitglied im 1919 neu gegründeten Bund Entschiedener Schulreformer. Er gilt besonders in seiner Zeit als Berliner Oberstadtschulrat ab 1921 als Entwickler der „Lebensgemeinschaftsschulen“. An diesen Schulen sollte durch den Wegfall von strengen Lehrplänen und dem Gegensatz zwischen wissendem Lehrenden und unwissenden Schüler/-innen ein Lernklima geschaffen werden, welches die Vermittlung von aktuellen gesellschaftlichen Bedürfnissen und diesen angepassten Lerninhalten „vom Kinde aus“ ermöglichte.
Am 7. April 1920 wurde er der erste Schulleiter der in eine Versuchsschule umgewandelten Mädchenschule Tieloh-Süd. Zugleich war er Schriftleiter und Redakteur der Hamburger Lehrerzeitung Pädagogische Reform. Nach nur zehn Monaten als Leiter dieser Schule verließ er Hamburg und war ab 1921 Oberstadtschulrat in Berlin. In dieser Funktion entwickelte er schul- und bildungspolitische Entwürfe, die „auf eine radikale innere und äußere Reform des Berliner Schulwesens hinaus[liefen] (die nicht zuletzt auch das Ende der höheren Schule als einer Domäne des Bürgertums bedeutete)“. Neue Schule in diesem Kontext meinte „nicht mehr nur den Gegensatz zur sogenannten ‚alten Schule‘, wie ihn Vertreter der verschiedenen reformpädagogischen Strömungen längst entwickelt hatten; für Paulsen und Karsen war sie immer zugleich Ausdruck der werdenden, das heißt im Wandel zum Sozialismus begriffenen Gesellschaft“. Für Fritz Karsen bildeten diese Vorstellungen die Grundlage für seine 1921 begonnene Arbeit am Kaiser-Friedrich-Realgymnasium in Berlin-Neukölln, aus dem später die Karl-Marx-Schule hervorging. Auch die Entstehung der 1922 gegründeten Schulfarm Insel Scharfenberg, von Wilhelm Blume initiiert und geleitet, ist ohne die deutliche Unterstützung und Einflussnahme Wilhelm Paulsens nicht denkbar.
1924 musste Paulsen aus politischen Gründen zurücktreten. 1929 erhielt er einen Lehrauftrag an der Technischen Hochschule Braunschweig, der mit dem Sonderauftrag verbunden war, einen Entwurf für den Ausbau des braunschweigischen Landesschulwesens auszuarbeiten. Paulsen publizierte die theoretische Begründung seines Reformplans, doch verhinderte der frühe politische Einfluss der Nationalsozialisten in Braunschweig eine praktische Durchführung dieser Pläne.

## Werke
- Ausführliche Bibliographie in: Dietmar Haubfleisch: Schulfarm Insel Scharfenberg. Mikroanalyse der reformpädagogischen Unterrichts- und Erziehungsrealität einer demokratischen Versuchsschule im Berlin der Weimarer Republik (=Studien zur Bildungsreform, 40), Frankfurt [u. a.] 2001. ISBN 3-631-34724-3; Inhaltsverzeichnis und Vorwort des Herausgebers der Reihe Studien zur Bildungsreform. ub.uni-marburg.de

### Monografien
- Die Überwindung der Schule. Begründung und Darstellung der Gemeinschaftsschule. Leipzig 1926; Auszug in französischer Übersetzung wieder in: Wilhelm Paulsen: L’Ecole Solidariste. Traduction et Préface de Adolphe Ferrière. Bruxelles 1931, S. 25–34; urn:nbn:de:hbz:466:1-12133
- Das neue Schul- und Bildungsprogramm. Grundsätze und Richtlinien für den Ausbau des Schulwesens. Osterwieck 1930. (Digitalisat der UB Paderborn)
- Der Neuaufbau unseres Schulwesens. Im Auftrag des Geschäftsführenden Ausschusses des Preußischen Lehrervereins, Osterwieck 1931; urn:nbn:de:hbz:466:1-11673
- Lösung der heutigen Bildungskrise. Stimmen aus der Öffentlichkeit, Aufbaupläne in Berlin, Berlin [u. a.] 1933. 2. Auflage; urn:nbn:de:hbz:466:1-11617

### Aufsätze
- Leitsätze zum inneren und äußeren Aufbau unseres Schulwesens. In: Pädagogische Reform, 15. Dezember 1920, Jg. 44, Nr. 50, S. 335 f.; um das Vorwort gekürzt wieder in: Deutsches Philologen-Blatt, 23. März 1921, Jg. 29, [Nr. 11], S. 136 f.; wieder in: Der Elternbeirat. Halbmonatsschrift für Eltern, Lehrer und Behörden, 1921, Jg. 2, S. 311–314; wieder in: Ernst Engel: Die Gemeinschaftsschulen (Hamburg und Berlin). Ein Bild aus der Gegenwartspädagogik, Prag [u. a.] 1922, S. 32–34 (=Versuchsschulen und Schulversuche, 1); wieder in: Karl Foertsch: Der Kampf um Paulsen. Eine kritische Beleuchtung der neuen Schule. Berlin 1922, S. 24–26; ebenso in: Fritz Karsen: Die Entstehung der Berliner Gemeinschaftsschulen. In: Fritz Karsen (Hrsg.): Die neuen Schulen in Deutschland. Mit einem Vorwort von Wilhelm Paulsen. Langensalza 1924, S. 160–181, hier S. 162–164; ebenso wieder in: Adolphe Ferrière: Schule der Selbstbetätigung oder Tatschule. Deutsche Übersetzung nach der 3. veränd. Auflage. Weimar 1928, S. 274–276 (=Pädagogik des Auslands, 1).
- Schulengemeinschaft. In: Pädagogische Reform,  29. Dezember 1920, Jg. 44, Nr. 52, S. 358; wieder in: Karl Foertsch: Der Kampf um Paulsen. Eine kritische Beleuchtung der neuen Schule. Berlin 1922, S. 26 f.
- Versuch einer natürlichen Schulordnung in der Großstadt auf neupädagogischer Grundlage. Zugleich ein Beitrag für den natürlichen Aufbau der Einheitsschule. In:  Pädagogische Reform, 3. März 1920, Jg. 44, Nr. 9, S. 71–73.
- Lehrern, Eltern, Schülern und Freunden unserer Schulen. Ein Aufruf zur Mitarbeit und zur Verständigung. In: Deutsches Philologen-Blatt, 23. März 1921, Jg. 29, [Nr. 11], S. 135 f.; u. a. auch in: Der Elternbeirat. Halbmonatsschrift für Eltern, Lehrer und Behörden, 1921, Jg. 2, S. 309–311; u. a. auch in: Ernst Engel: Die Gemeinschaftsschulen (Hamburg und Berlin). Ein Bild aus der Gegenwartspädagogik. Prag [u. a.] 1922, S. 31 f. (=Versuchsschulen und Schulversuche, 1); u. a. auch in: Karl Foertsch: Der Kampf um Paulsen. Eine kritische Beleuchtung der neuen Schule. Berlin 1922, S. 23 f.; u. a. auch in: Adolphe Ferrière: Schule der Selbstbetätigung oder Tatschule. Deutsche Übersetzung nach der 3. veränd. Auflage. Weimar 1928, S. 272–274 (=Pädagogik des Auslands, 1).
- Gemeinschaftsschule (Aus der Rede des Berliner Oberstadtschulrats in der Stadtverordnetenversammlung am 14. April 1921). In: Sozialistischer Erzieher. Wochenschrift der Freien Lehrergewerkschaft Deutschlands, der sozialistisch-proletarischen Internationale und für sozialistische Elternbeiräte, 25. Mai 1921, Jg. 2, [Nr. 21], 1. Juni 1921 [Nr. 22 ], S. 313–315 und 328–330; unter dem Titel Rede des Oberstadtschulrats Wilhelm Paulsen in der Berliner Stadtverordnetenversammlung am 14. April 1921 wieder in: Der Elternbeirat. Halbmonatsschrift für Eltern, Lehrer und Behörden, 1921, Jg. 2, S. 314–320; in französischer Übersetzung wieder in: Wilhelm Paulsen: L’Ecole Solidariste. Traduction et Préface de Adolphe Ferrière. Bruxelles 1931, S. 14–23.
- Grundpläne und Grundsätze einer natürlichen Schulordnung [Plan Paulsens, 1922 dem preußischen Ministerium für Wissenschaft, Kunst und Volksbildung als Diskussionsvorlage für anstehende Beratungen um ein Reichs-Schulgesetz vorgelegt]; abgedruckt unter dem Titel Natürliche Schulordnung. Ein Entwurf zuerst in: Vossische Zeitung, 23. Januar 1922, Abendausgabe, Beilage; wieder in: Der Elternbeirat. Halbmonatsschrift für Eltern, Lehrer und Behörden, 1922, Jg. 3, S. 62–64; wieder in: Das Werdende Zeitalter, 1922, Jg. 1, S. 24–26; unter dem Titel Grundpläne und Grundsätze einer natürlichen Schulordnung. Schulen wahrhafter Volksgemeinschaft wieder in: Ernst Engel: Die Gemeinschaftsschulen (Hamburg und Berlin). Ein Bild aus der Gegenwartspädagogik. Prag [u. a.] 1922, S. 34 f. (=Versuchsschulen und Schulversuche, 1).
- Richtlinien und Grundsätze, nach denen die Versuchsschulen (Lebensgemeinschaftsschulen) einzurichten sind [1923]; abgedruckt in: Fritz Karsen (Hrsg.): Die neuen Schulen in Deutschland hrsg. von. Mit einem Vorwort von Wilhelm Paulsen, Langensalza 1924, S. 177–179; wieder in: Wilhelm Paulsen: Die Überwindung der Schule. Begründung und Darstellung der Gemeinschaftsschule. Leipzig 1926, S. 118–122; wieder in: Jens Nydahl  (Hrsg.): Das Berliner Schulwesen. Bearb. unter Mitwirkung Berliner Schulmänner von Erwin Kalischer. Berlin 1928, S. 53–55; wieder in: Wilhelm Flitner, Gerhard Kudritzki (Hrsg.): Die Deutsche Reformpädagogik. Band II: Ausbau und Selbstkritik. 2. unveränd. Auflage. Stuttgart 1982, S. 92–94.
- Das neue Schul- und Bildungsprogramm. Grundsätze und Richtlinien für den Ausbau des Schulwesens. Osterwieck 1930; Auszug unter dem Titel Dringliche Gegenwartsreform wieder in: Der Volkslehrer, 16. März 1930, Jg. 12 [Nr. 6], S. 69.